# Marseille
Marseille (oks. Marselha) je po veličini drugi grad u Francuskoj, a njegov je karakter određen povoljnim položajem luke u Lionskom zaljevu, na Sredozemlju. Pogodnosti koje ova luka pruža za povezivanje sredozemnih pomorskih putova sa sjevernom Europom koristili su i njeni najstariji stanovnici, prije 2600 godina.

## Povijest
Lučko naselje pod nazivom Massalia osnovali su Feničani u 6. stoljeću pr. Kr. Ubrzo potom ove prostore osvajaju Grci, pod čijom upravom Massalia dobiva status republike, a sljedećih nekoliko stoljeća razvijat će se ne samo kao središnji lučki i trgovački grad, već i kao priznato kulturno središte, upravno iznimno dobro uređen. Izloženi stalnim napadima velikog ligurskog plemena, Grci su zatražili pomoć od Rimljana, koji dolaze u Provansu 125. godine pr. Kr., kada je Massalia konačno obranjena. Rimljani u potpunosti osvajaju ove prostore 49. godine pr. Kr., ali će Massalia (sada Massilia) i sljedeća tri stoljeća zadržati status slobodnog trgovačkog grada, koji je imala pod grčkom upravom. Međutim, u tom razdoblju pomorska trgovina je zbog osipanja flote u znatnoj mjeri umanjena, tako da Massilia gubi svoju samostalnost i status slobodnoga grada i postaje grad kao i svaki drugi.
U poslijerimskom razdoblju Massalia je meta napada raznih barbarskih plemena, te zbog pljački i zaraza od nekada vrlo razvijenog grada ostaju samo gomile ruševina. Nakon prodora kršćanstva početkom 6. stoljeća, Crkva preuzima isključivu upravu nad gradom. Kako bi se obranio od stalnih napada i pljački, grad je u 7. stoljeću sužen na utvrđeni dio biskupije.
Ovo područje doživljava ponovni procvat tek u 10. i 11. stoljeću, pod zaštitom provansalskih vikonta, kada postaje polazna luka za križarske ratove. Marseille (nekadašnja Massilia) 1214. godine ponovno postaje neovisna republika, ali će takav status zadržati samo 38 godina, do 1252., kada Karl Angus stavlja ovaj grad pod svoju upravu. Usprkos konačnom gubitku samostalnosti, pomorska trgovina preko Sredozemlja doživljava ponovni procvat. Nakon što je Provansa, uključujući i Marseille, ušla u sastav Kraljevine Francuske 1481., grad zadržava posebnu upravu pod nadzorom kraljevih službenika, a 1660., za vrijeme vladavine Luja XIV., počinje se širiti i izvan gradskih zidina.
U 18. stoljeću građani Marseillea s velikim entuzijazmom prihvaćaju revolucionarne ideje, a 1792. godine 500 dobrovoljaca ulazi u Pariz pjevajući "Ratnu pjesmu rajnske vojske", koju su mase ljudi u usputnim mjestima oduševljeno prihvaćale. Pjesma je kasnije postala francuska nacionalna himna pod nazivom "Marseljeza". U drugoj polovini 19. stoljeća, Marseille se i dalje širi kao "glavna luka Carstva". U tom razdoblju izgrađene su široke avenije i napravljene mnoge monumentalne građevine. Marseille je tijekom Drugoga svjetskog rata, u vrijeme njemačke okupacije, od studenog 1942. do kolovoza 1944., bio jako središte Francuskog pokreta otpora. Zato su njemačke trupe u dva navrata, 1943. i 1944., minirale četvrti Panier district i Staru luku.

## Gospodarstvo
Poslijeratno razdoblje jest razdoblje obnove, a razvojem industrije i modernizacijom lučkog kompleksa, Marseille ponovno postaje središte šireg gospodarskog i zemljopisnog područja, kao i tranzitna luka za cijelu Europu, u čemu je glavni suparnik Rotterdamu. Luka Marseillea stup je lokalnoga gospodarstva i igra ključnu ulogu u prijevozu robe diljem Europe. Luka godišnje pretovari oko 1,5 milijuna kontejnera.
Koncepcija Marseillea sada je prilično izmijenjena. Grad je izgubio nešto od svoje individualnosti kako bi se bolje integrirao s ostalim dijelovima Francuske i Europe u cjelini.
Budući da su se ljudi iz raznih sredozemnih zemalja stoljećima doseljavali u Marseille, njegovo stanovništvo je oduvijek bilo heterogeno. Teško je opisati "tipičnog" stanovnika ovog sredozemnog grada koji je vrlo uspješno prihvatio nove valove useljenika. Marseille kroz svoju povijest nije bio zaokupljen vanjskim simbolima svoje prošlosti, već je uvijek iznova pokazivao sposobnost prilagodbe potrebama raznovrsne populacije te je znao na najbolji način iskoristiti sve ljudske i prirodne potencijale.
Najstarija industrijska proizvodnja u Marseilleu datira iz 15. stoljeća, kada je počela proizvodnja sapuna od maslinovog ulja koje se proizvodi u okolici.
Marseille je danas veliko industrijsko središte sa širokom lepezom gospodarskih djelatnosti, među kojima su najvažnije prerada nafte, brodogradnja i metaloprerađivačka industrija. Lučki kompleks Marseille-Fos najveći je u Francuskoj i jedan je od najvećih u Europi.

## Kultura
Marseille je kombinacija bogatog i jedinstvenog nasljeđa i jako dinamičnih kulturnih aktivnosti, a uz sve to grad je smješten na izuzetno povoljnom mjestu, u zaljevu s mnogo prelijepih uvala. Kozmopolitski i multietnički Marseille sa svojim gostoprimljivim stanovnicima može predočiti posjetiteljima sve čari Provanse. Sve veći broj svjetskih putnika, koji posjećuju Marseille i njegovu širom svijeta poznatu okolicu, oduševljavaju se brojnim otocima, načičkanim oko luke koja dominira svojom veličinom. Najpoznatiji otok je Chateau d'If, na kojem je bio zatočen grof Monte Christo.
Živopisni, dinamični i sredozemni Marseille zaista je jedinstven te ni po čemu ne sliči drugim francuskim gradovima.
Ako se baci pogled s brda na kojem se nalazi crkva Notre Dame de la Garde, kao na dlanu se vidi 26 stoljeća povijesti Marseilla: ostatci Stare luke, Glavna katedrala i crkva Svetog Viktora, rasadnik kršćanstva u Provansi. Pored brojnih različitih kršćanskih vjerskih objekata, Marseille je i grad sinagoga i džamija. Impozantno zdanje palače Longchamp simbol je snage Marseillea u 19. stoljeću, dok su arhitekturu 20. stoljeća označili tzv. "living machine", stambene jedinice koje je projektirao poznati arhitekt Le Corbusier. Ali ovo su samo neke od znamenitosti koje je Marseille sačuvao kroz povijest.
Sa svojih 25 kazališta, 10 koncertnih dvorana, operom, nacionalnim baletnim ansamblom, filmskim studijom, zatim nekoliko vrlo poznatih rap grupa, Marseille se uvrštava u velika umjetnička središta Europe. Ovaj grad se može pohvaliti i sa svoja 22 muzeja i centra kulturne baštine. Mnogobrojni umjetnici svjetske klase imaju svoj studio u Marseilleu, a u ovome gradu se održavaju mnogi festivali na nacionalnoj i međunarodnoj razini.

## Posebnost
Svako tko ima priliku posjetiti Marseille treba obvezno kušati bouillabaisse, poznati sredozemni riblji specijalitet. Ono po čemu se ovo jelo razlikuje od drugih ribljih specijaliteta jest jedinstveni okus koji mu daju šafran, sjeme komorača i sok od naranče. Vještina potrebna za pripremu ovog specijaliteta sastoji se u tome da se sačuva delikatesni okus ribe a da se pritom ne poremeti simfonija svih sastojaka. U svakom slučaju, bouillabaisse nije obično jelo. Priprema se za posebne, svečane prilike i predstavlja pravu ritualnu gozbu. Iako se bouillabaisse nalazi na jelovniku svakog lučkog mjesta provansalske obale, marsejska ima posebnu reputaciju i čuvena je širom svijeta.

## Vanjske poveznice
|  | Portal Francuske – Pristup člancima s tematikom o Francuskoj. |